# Trebacosa marxi
Trebacosa marxi är en spindelart som först beskrevs av Stone 1890.  Trebacosa marxi ingår i släktet Trebacosa och familjen vargspindlar. Inga underarter finns listade i Catalogue of Life.